# جوردي لوكاس
جوردي لوكاس (بالإنجليزية: Jordy Lucas)‏ هي ممثلة أسترالية، ولدت في 3 مارس 1992 في ملبورن في أستراليا.

## وصلات خارجية
- جوردي لوكاس على موقع IMDb (الإنجليزية)
- جوردي لوكاس على موقع قاعدة بيانات الفيلم (الإنجليزية)